# ミリア・ファリーナ
- マクロスシリーズ > 超時空要塞マクロス > 超時空要塞マクロスの登場人物一覧 > ミリア・ファリーナ
  - マクロス7 > マクロス7の登場人物一覧 > ミリア・ファリーナ
  - マクロスシリーズ (ゲーム) > マクロスM3 > ミリア・ファリーナ

ミリア・ファリーナ（Milia Fallyna、結婚後はミリア・ファリーナ・ジーナス〈Milia Fallyna Jenius〉）は、1982年から1983年にかけて放映されたテレビアニメ『超時空要塞マクロス』および、それをもとに制作された作品群「マクロスシリーズ」に登場する架空の人物。声の出演は竹田えり。

## 概要
『超時空要塞マクロス』第12話より登場する、地球人の敵となる異星人勢力「ゼントラーディ軍」のバトルスーツ、クァドラン・ローを駆るパイロット。緑色で描かれた髪をもつ美しい外見の少女で、無敗のエースであったが、地球人の天才パイロット、マクシミリアン・ジーナス（マックス）との対決を経て互いに惹かれあい、作品世界において史上初となる異星人間結婚を成し遂げ、地球人とゼントラーディ人の和平実現に貢献する。結婚後は可変戦闘機バルキリーのパイロットとしてマックスとともに活躍する。
テレビ版をもとに設定やストーリーを再構成した劇場版『超時空要塞マクロス 愛・おぼえていますか』ではミリア639という名前（製造番号）で、男の勢力ゼントラーディと敵対する女の勢力メルトランディのパイロットとなっている。いきさつは異なるが、同作品でもマックスと対決の果てに結ばれることになる。
のちに「マクロス」はシリーズ化され、『超時空要塞マクロス』の約35年後となる2045年を舞台とするテレビアニメ『マクロス7』（1994 - 1995年放映）では、物語の主要な舞台であり、マックスが船団長を務める第37次超長距離移民船団マクロス7の居住艦シティ7の市長として登場する。マックスとのあいだに7人の娘をもうけているとされ、末娘のミレーヌ・フレア・ジーナスが物語のヒロインに位置づけられている。
ドリームキャスト用ゲーム『マクロスM3』（2001年発売）は、『超時空要塞マクロス』と『マクロス7』の中間に位置する時代（2014年から2030年）を舞台としており、ミリアはマックスとともにプレイヤーが操作する機体に搭乗する主人公のひとりとして登場する。
上記以外のシリーズ作品においても、しばしばマックスとともにキャラクターとして登場し、あるいはその存在に言及される（後述）。現役を退いて以降も可変戦闘機パイロットとしての活躍が描かれ、搭乗機のパーソナルカラーは『超時空要塞マクロス』第27話以降、シリーズを通して赤と設定されている。

## 設定・経歴

### 『超時空要塞マクロス』時代

#### テレビ版
ゼントラーディ軍ボドル基幹艦隊直衛艦隊（ラプラミズ艦隊）所属の一級空士長。バトルスーツ「クァドラン・ロー」を駆り、高機動空間戦闘を得意とする。親衛隊の切り札的存在であり、その勇名は男性兵士のあいだにも「エースのミリア」として知れ渡っていた。年齢は15歳。
基本的に好戦的で激しい気性の持ち主で、過去に負け知らずというプライドから、戦場において戦い甲斐のある刺激的な対戦者を求めていた。マクロス追跡作戦中、カムジン・クラヴシェラから敵軍の凄腕パイロットの存在を知らされ、無断出撃に近いかたちでマクロスを襲撃するが、バルキリー・バーミリオン小隊のマクシミリアン・ジーナス（マックス）との一騎討ちで初めての敗北を喫する。
その屈辱から、復讐のためマイクローン装置によって体を地球人サイズと化し、スパイとしてマクロス艦内市街地に潜入する。仇敵マックスとの接触に成功し、ゲームセンターのビデオゲームでの勝負を申し込まれ、ふたたび敗北する。当時のミリアはゲーム（メダルゲーム）の賞金で生計を立てており、生活費である賞金をマックスに取られた悔しさからマックスからのデートの誘いに応じて、公園でナイフを使った決闘を挑むが、三たび敗北する。しかし愛情が芽生え、陣営や人種の壁を超え史上初の星間結婚を果たす。この出来事はMBS（マクロス艦内のテレビ局）により人類、ゼントラーディの双方に大きく報道される。エースパイロットの結婚は男女の恋愛という概念を知らないゼントラーディ人に大きな衝撃を与え、共存への大いなる架け橋となる。家事の経験が皆無だったため、新婚当初は食用油を瓶ごと火にかけ、ぼや騒ぎを起こす。
戦後の2011年3月、初の星間混血児となる長女コミリア・マリアを出産する。第一次星間大戦終戦直後の混乱期も、マクロスの和平勧告に応じず、戦闘を繰り返す残存ゼントラーディの説得のために、マックスとともに真紅のVF-1Jバルキリーを駆りパトロール活動に従事する。ゼントラーディの工場衛星奪取作戦では、コミリアを連れてマックスとともに守備艦隊旗艦に突入し、地球文化に触れていなかったゼントラーディ人たちにコミリアの姿を見せつけることで、歌やキスよりも激しい動揺を引き起こす。
『マクロス7』放映時期に制作されたラジオドラマを収録したドラマCD『超時空要塞マクロス・インサイドストーリー マクロス・クラシック』（1996年発売）では、終戦直後の地球で市役所がないため婚姻届を出せないと嘆くマックスに対し、自分がいずれ「市長というもの」になると誓うくだりがある。

#### 劇場版
劇場版『超時空要塞マクロス 愛・おぼえていますか』での名前（製造番号）は、ミリア639。メルトランディ軍モルク・ラプラミズ機動艦隊の中型高速砲艦（ミリア艦）艦長であり、別働隊として陽動・索敵・奇襲などの単独作戦を行う。テレビシリーズとは異なる真紅のクァドラン・ローで出撃し、闘争本能をより残忍なかたちで表現している。
地球上でマクロスを強襲し、戦闘開始直後に柿崎速雄搭乗のバルキリーを長距離狙撃で撃墜するが、その後の乱戦の最中マックス機と一騎討ちとなり、自艦に誘い込むものの格闘戦で敗北する。その過程で「私と戦える男（ゼントラーディ）はいない」と自負するほどの腕前を持っていた自分を敗北させたマックスとの間に愛が芽生え、その後のボドル基幹艦隊との最終決戦では、ともにクァドラン・ローを駆り出撃する。
作中ではカットされたが、絵コンテ段階ではマイクローン装置で巨大化したマックスとの結婚式がマクロスやゼントラーディ軍に中継されるシーンが予定されていた。

### 中間時代
ドリームキャスト用ゲーム『マクロスM3』では、2010年代から2030年代にかけてのジーナス夫妻の活躍が描かれている。ミリアはマックスとふたりで特殊任務部隊「ダンシング・スカル隊」を結成し、統合軍の極秘作戦で活躍。VF-9 カットラスや VF-11 サンダーボルトなど新型機の開発においても功績を残す。
2029年、「イーグル・ネスト空戦戦技センター」の教官に就任してエリートパイロットを養成し、「イーグル・マザー」の異名を取る。この時代、開発中だったVF-11の試作機VFX-11に賛否両論だったカナード翼を装備させることを強く主張する。2030年4月、辺境の移民惑星で統合政府首席補佐官がテロリストによって人質にとられるという事件が発生し、ステルス巡洋艦ハルナの艦長を務めていたマックスと組んでVFX-11による強行救出作戦を成功させ、この際使用されたカナード付き試作型のデータをもとに、カナード翼が採用されることになる。この「統合政府首席補佐官救出作戦」は、『マクロスM3』において再現されている。
私生活（夫婦生活）上では、長女コミリアを含む7女を出産し、『マクロスM3』では戦場で出会ったゼントラーディの少女兵モアラミア・ジフォンを養女にして育てる。地球文化に馴染み母親らしく変化していくが、女性に等しく優しいマックスにやきもちを焼くうちに浮気の疑念を持ちはじめ、徐々に夫婦仲に微妙なもつれが生じてくる。この状態のまま、下記のマクロス7船団搭乗へと進んでいく。

### 『マクロス7』時代

#### 『マクロス7』
2038年、第37次超長距離移民船団マクロス7の船団長兼、超大型可変万能ステルス宇宙攻撃空母バトル7の艦長となったマックスとともに乗艦し、副長に就任する。その後退役し、2042年4月、民間人居住区「シティ7」の選挙で90%以上の支持を得て市長に当選する。
作中の2045年時点で49歳（地球人に換算）。市民からの大量の苦情メールを寄せられる場面はあるが、支持率はつねに90%以上と絶大な信頼を得ている。依然若々しいが市長として厳格であり、末娘（七女）のミレーヌ・フレア・ジーナスに何かと干渉する「教育ママ」となって、自身の秘書兼ボディガードのマイケル・ジョンソンを目付け役にして監視させ、教え子であるガムリン・木崎との見合いを画策するなど、ときに度が過ぎるほどの干渉を行う。マックスとの夫婦関係はさらに冷え込み、別居状態（市民には極秘）が続いているうえ、ことあるごとに意見の衝突を繰り返す。言葉遣いは男性語を用いていた前作とは異なり、女性語を用いるようになっている。
生来の勝気で激しい気性は変わらず、公の要職にありつつも、ときには市民を守るという使命感や思い込みから、みずからバルキリーに乗って出撃したり、ジャミングバーズの選考オーディションに応募するといった突飛な行動に出ることもある。また、年齢に関することには敏感に反応し、熱気バサラに「おばさん」呼ばわりされて激怒したり、怪我の治りが早いのを若さが理由だとしたりする。
パイロットとしての腕も健在で、シティ7漂流時には前線復帰し、保存していたかつての愛機である赤いVF-1Jで居住区を守る。ガムリンがVF-1Jを無断使用し撃墜されたあとは、ダイアモンドフォース専用のVF-17S（金龍機。コールサインはD1を継承）を無断でパーソナルカラーの赤に塗装して出撃する場面もある。
難局を乗り切るなかでマックスとのわだかまりは次第に解消され、かつての夫婦愛が再燃する。スターゲイザー作戦でマックスが出撃した際には一時的にマクロス7艦長代理を務め、対プロトデビルン最終戦では最新鋭の赤いVF-22Sを駆り、往年の絶妙なコンビネーションを見せる。
テレビ未放映エピソード「どっちが好きなの?」では風邪を不治の病と勘違いして周囲を振り回す。同じく未放映エピソード「最強女の艦隊」では、ゼントラーディ軍時代に自身と撃墜数を競いあったクロレが率いる残存ゼントラーディ（メルトラン）艦隊と遭遇し、和平交渉を申し込むが決裂する。カルチャーショックを与えるために、マックスとともにその艦隊に赴き、マックスを自分の夫と紹介。驚くメルトランたちの目前で、キスを敢行する。

#### 『マクロス7 トラッシュ』
2046年を舞台とする美樹本晴彦の漫画『マクロス7 トラッシュ』では、メインキャラクターのひとりマハラ・ファブリオウの統合軍パイロット時代の上官。7年前の訓練中、マハラの教え子の機体に異変があることをスピーカー越しに感じて帰還を命令するが、異変に気づかなかったマハラの判断が遅れたために死亡事故へとつながった。この件で自信を喪失したマハラは退役後、ミリアの教え子よりも優れたパイロットを育てて自信を取り戻したいという意識から、マックスの隠し子と噂されるシバ・御堂のコーチを引き受ける。

### 『マクロスF』時代
2059年を舞台とする『マクロスF』にはミリア本人は登場しないが、非公式設定や小説版では2059年におけるミリアが語られている。
『マクロスエース』掲載の「MACROSS非公式×機メカトロニクス」では『マクロスF』に登場するクラン・クランが解説を行っているが、このなかで現シティ7の市長としてミリアを紹介している。また、クランが使用する真紅のクァドラン・レアは、もとはミリアのクァドラン・ローをレストア・改修したものであるとされている。
『劇場版マクロスF』のノベライズ『劇場版マクロスF（下） サヨナラノツバサ』では、赤いVF-25を駆り、マックスとコンビを組んでフロンティア船団の救援に駆けつける。ミリアを直接描写した記述はなく、ほかの登場人物によって間接的に語られるのみである。

### 『マクロスΔ』時代
2067年を舞台とする『マクロスΔ』にはミリア本人の登場はないが、孫娘であるミラージュ・ファリーナ・ジーナスが登場し、第5話でミラージュが自分の素性を語るシーンにおいてマックスとともにイメージとしてのみ描かれる。
『マクロスΔ』の「改・構成」版である『劇場版マクロスΔ 激情のワルキューレ』の続編で、2068年を舞台とする『劇場版マクロスΔ 絶対LIVE!!!!!!』では、マックスがキャラクターとして登場する一方でミリアは直接登場しないが、劇中において「週刊銀河のうわさ」の「別れそうな有名人カップル」で50年連続第1位となっていることに言及される。

## 搭乗機
超時空要塞マクロス
- クァドラン・ロー（ゼントラーディ軍）
- VF-1D バルキリー （第25話。結婚式でマックスと同乗）
- VF-1J バルキリー（統合軍）

超時空要塞マクロス 愛・おぼえていますか
- クァドラン・ロー（メルトランディ軍）

超時空要塞マクロス スクランブルバルキリー
- VF1SOL-J スクランブルバルキリー

マクロスM3
- VF-4G ライトニングIII（ダンシング・スカル隊）
- VF-5000 スターミラージュ（ダンシング・スカル隊）
- VF-9 カットラス（ダンシング・スカル隊）
- VFX-11（ダンシング・スカル隊）
- VF-14 バンパイア（ダンシング・スカル隊）

マクロス7
- VF-1J バルキリー（シティ7市長）
- VF-17S ナイトメア（シティ7市長）
- VF-22S シュトゥルムフォーゲルII（シティ7市長）

劇場版マクロスF（小説）
- VF-25 メサイア

## 家族構成
- 夫 マクシミリアン・ジーナス
- 長女 コミリア・マリア （2011年3月生）
- 次女 ミラクル （2017年生）
- 三女 ミューズ （2022年生・双子姉）
- 四女 テレーズ[注 1] （2022年生・双子妹）
- 五女 エミリア （2024年生）
- 六女 ミランダ （2026年生）
  - 孫娘 ミラージュ
- 七女 ミレーヌ　（2031年2月2日生）
- 養女 モアラミア（旧姓 - ジフォン）

7人の実の娘の姿は『マクロス7 銀河がオレを呼んでいる！』に登場する集合写真のなかで描かれ、名と生年はVHS/LD『マクロス7 (13) 』のライナーノート（バンダイビジュアル、1996年）に記載されている。養女モアラミアは『マクロスM3』、孫（六女の娘）のミラージュは『マクロスΔ』で設定された。

## 音楽
ミリアのララバイ
作詞・作曲・編曲・歌 - 竹田えり
『超時空要塞マクロス』第30話「ビバ・マリア」の挿入歌として使用。
与作
作詞・作曲 - 七澤公典 / 編曲 - 寺岡真三 / 歌 - 竹田えり
『マクロス7』のドラマCD『マクロス7 ドッキングフェスティバル 歌は銀河を救う』で、素人のど自慢大会に出場したミリアが歌う。選曲は演じる竹田の希望によるもの。

## イベントへの登場
2013年7月13日に開催された「SANKYO Presents マクロス30周年記念 マクロス クロスオーバーライブ 30」は、夢の中という設定のストーリー仕立てとなっており、ステージの合間にマックスとクランが歴代シリーズ作品のキャラクターたちとの掛け合いをしながら夢の主を探すというボイスドラマが流され、『マクロス7』時代のミリアも登場した。
2016年3月26日に開催された「『マクロスΔ（デルタ）』放送直前！「マクロス」ゼントラ盛りトークショー Powered by dアニメストア」では、歴代作品のキャラクターが時空を超えて集う生ドラマが披露され、マックス、ミリア、ミレーヌ、ミラージュがやり取りする場面があった。
2022年1月開催のライブコンサート「MACROSS 7 BASARA EXPLOSION 2022 from FIRE BOMBER」ではバサラ、ミリア、マイケルが録り下ろしボイスで登場するオープニング映像が流され、竹田もミリア役で出演した。

## 制作・備考
『超時空要塞マクロス』の原型となった企画において、敵の巨人が体を地球人サイズに縮小する装置（マイクローン・システム）を用いてスパイ行動をとるなかで地球人の文化に惹かれていくという筋書きができ、1981年4月、さらに「男だけでは面白くない」ということで「天才少女」が設定され、主人公を上回る実力をもつ味方側の存在として設定された「天才少年」に一目惚れをするという動機でスパイ行動を始めるというアイデアが生まれた。同年9月には企画が本格化してゆくなかで、「天才少年」と「天才少女」の結婚式を放送するというエピソードも作られた。

## 反響
『超時空要塞マクロス』放映当時に実施された作品内の人気投票では、秋田書店のムック『マクロスグラフィティ』で発表された「ミス★マクロス」（女性キャラクター部門）で早瀬未沙、リン・ミンメイに次ぐ第3位となった。
シリーズ化以降の人気投票では、2019年にNHK BSプレミアムで放送された『発表！全マクロス大投票』のキャラクター部門において総合第21位であった。

## 『ロボテック』版
ハーモニーゴールド USA社 (Harmony Gold USA) がライセンス取得、同一世界の異なる時代と世代を描いた、連続するひとつの大河ストーリーとして翻案、再編集された作品である『ロボテック』版では「ミリア・パリナ」、婚約後は「ミリア・パリナ・スターリング (Miriya Parina Sterling) 」の名で登場する。声の出演はエディ・マーマンことエディス・S・マーマン (Edie / Edith S. Mirman) 。
長女「ダーナ・スターリング（Dana Sterling。コミリア・マリア・ファリーナ・ジーナスに相当し、『超時空騎団サザンクロス』のヒロイン、ジャンヌ・フランセーズと同一人物とされる）」をはじめとして、次女「オーロラ・スターリング (Aurola Sterling) 」、三女で栄誉あるスカル大隊の四代目中隊長を襲名した「マイア・スターリング (Maia Sterling) 中佐」など、子宝に恵まれる。
『マクロス』の翻案である Robotech : The Macross Saga では日本版と同じ飛行中隊規模の指揮官であるが、海外オリジナル版 Robotech II : Sentinels では、スカル飛行大隊で夫婦一組で大隊長を務め、「ロボテック・シリーズ」における VF-1バルキリーの後継機である 可変戦闘攻撃機VFA-6Z レギオス （大気圏内能力が強化された、ゼータ〔Ｚ〕型）と可変戦闘爆撃機VFB-9トレッド の試験飛行を夫婦で行う。